# 콘치 공화국
콘치 공화국(영어: Conch Republic)은 미국 플로리다주 키웨스트에 위치한 마이크로네이션이다. 매년 4월 23일은 독립 기념일로 지정되어 있으며 많은 관광객들이 몰린다.

## 개요
1982년 미국 국경경비대(United States Border Patrol)가 마약과 불법체류자의 유입을 막기 위해 국도 제1호선을 봉쇄하고 차량에 대한 검문을 실시했다. 이 여파로 인해 키웨스트에서는 상습적인 교통 정체가 일어났고 관광객이 급감하게 된다. 키웨스트 시 의회는 키웨스트를 방문하는 많은 관광객들이 불편함을 호소하고 있다고 지적했고 키웨스트의 중요한 관광 산업을 훼손하고 있다고 불만을 표시했다. 키웨스트 시 의회는 법원에 미국 연방 정부의 봉쇄 금지령이 무효임을 호소했지만 받아들여지지 않았다.
1982년 4월 23일 당시 키웨스트 시장을 역임하고 있던 데니스 워들로(Dennis Wardlow)와 키웨스트 시 의회는 콘치 공화국이라는 이름으로 독립을 선포했다. 콘치 공화국의 총리를 자처한 워들로 시장은 미국에 선전포고를 했지만 1분 만에 항복을 선언했고 10억 달러 규모의 대외 원조를 요청했다. 이 사건으로 인해 국도 봉쇄와 검문은 폐지되었고 키웨스트의 관광에 새로운 길을 마련하는 계기가 된다.